# Ball Lake
Ball Lake är en sjö i Kanada.   Den ligger i provinsen British Columbia, i den sydvästra delen av landet, 3 700 km väster om huvudstaden Ottawa. Ball Lake ligger 1 152 meter över havet.
I omgivningarna runt Ball Lake växer i huvudsak barrskog. Runt Ball Lake är det glesbefolkat, med 14 invånare per kvadratkilometer.